# Revaz Tsjelebadze
Revaz Tsjelebadze (Georgisch:  რევაზ ჩელებაძე) (Koboeleti, 2 oktober 1955) is een Georgisch voetballer die tijdens zijn carrière voor de Sovjet-Unie uitkwam.

## Biografie
Hij begon zijn carrière bij Dinamo Tbilisi, waarmee hij in 1978 landskampioen werd en in 1976 en 1979 de beker won. Na een korte periode bij Goeria Lantsjchoeti ging hij voor Dinamo Batoemi spelen. Hij beëindigde zijn carrière bij Dinamo Tbilisi.
Hij speelde ook zeven wedstrijden voor het nationale elftal en maakte zijn debuut in 1977 in een vriendschappelijke wedstrijd tegen Polen. Met de olympische selectie nam hij deel aan de Olympische spelen in 1980 en veroverde een bronzen medaille met zijn team.
Na zijn spelerscarrière werd hij onder andere voetbalmakelaar.